# Contea di Wuzhai
La contea di Wuzhai (五寨县S, Wǔzhài XiànP) è una contea della Cina, situata nella provincia dello Shanxi e amministrata dalla prefettura di Xinzhou.